# LaQuan Nairn
LaQuan Nairn (* 31. Juli 1996 in Nassau) ist ein bahamaischer Leichtathlet, der sich auf den Weitsprung spezialisiert hat und 2022 die Goldmedaille bei den Commonwealth Games gewann.

## Sportliche Laufbahn
Erste internationale Erfahrungen sammelte LaQuan Nairn bei den CARIFTA Games 2012 in Hamilton, bei denen er mit übersprungenen 1,90 m die Bronzemedaille im Hochsprung in der U17-Altersklasse gewann und sich auch im Weitsprung mit 6,66 m die Bronzemedaille sicherte. Anschließend gewann er bei den U18-CACAC-Meisterschaften in San Salvador mit 6,89 m die Silbermedaille im Weitsprung und belegte im Hochsprung mit 1,90 m den vierten Platz. Im Jahr darauf siegte er mit 7,40 m im Weitsprung bei den CARIFTA Games in Nassau in der U20-Altersklasse und gewann mit 2,11 m die Silbermedaille im Hochsprung. Anschließend belegte er bei den Jugendweltmeisterschaften in Donezk mit 2,16 m den fünften Platz im Hochsprung und schied im Weitsprung mit 7,33 m in der Qualifikationsrunde aus. 2014 gewann er bei den CARIFTA Games in Fort-de-France mit 2,00 m die Bronzemedaille im Hochsprung und belegte im Weitsprung mit 7,13 m den fünften Platz. Anschließend siegte er mit 7,55 m im Weitsprung bei den CAC-Juniorenmeisterschaften in Morelia, ehe er bei den Juniorenweltmeisterschaften in Eugene mit 7,29 m den Finaleinzug verpasste. Im Jahr darauf gewann er bei den CARIFTA Games in Basseterre mit einer Höhe von 2,14 m die Silbermedaille im Hochsprung und belegte im Weitsprung mit 7,34 m den vierten Platz und wurde im Dreisprung mit 15,14 m Fünfter. Anschließend gewann er bei den Panamerikanischen Juniorenmeisterschaften in Edmonton mit 7,65 m die Silbermedaille im Weitsprung und belegte im Hochsprung mit 2,10 m den siebten Platz.
2017 besuchte er das South Plains College in den Vereinigten Staaten und begann daraufhin ein Studium an der University of Arkansas, welches er 2021 abschloss. 2022 siegte er mit 8,22 m bei den USATF Golden Games und schied anschließend bei den Weltmeisterschaften in Eugene mit 7,80 m in der Qualifikationsrunde aus. Kurz darauf siegte er bei den Commonwealth Games in Birmingham mit einem Sprung auf 8,08 m, ehe er bei den NACAC-Meisterschaften in Freeport mit 7,75 m den vierten Platz belegte. Im Jahr darauf siegte er mit 8,32 m beim USATF Bermuda Grand Prix sowie mit 8,11 m bei der Athletissima. Im August schied er dann bei den Weltmeisterschaften in Budapest ohne einen gültigen Versuch in der Qualifikationsrunde aus. 2024 wurde er bei den Hallenweltmeisterschaften in Glasgow mit 7,59 m 15.
In den Jahren von 2021 bis 2023 wurde Nairn bahamaischer Meister im Weitsprung. Sein Bruder Lourawls Nairn war als Basketballspieler aktiv.

## Persönliche Bestleistungen
- Hochsprung: 2,16 m, 13. Juli 2013 in Donezk
- Weitsprung: 8,22 m (+2,0 m/s), 16. April 2022 in Walnut
- Dreisprung: 16,05 m (+1,3 m/s), 28. Mai 2021 in College Station